# Hande Yenerová
Makbule Hande Özyenerová, známější pod uměleckým jménem Hande Yenerová (* 12. ledna 1973 Kadıköy) je turecká zpěvačka pop music. Začínala jako doprovodná vokalistka Sezen Aksuové. Altan Çetin jí pomohl s přípravou jejího prvního studiového alba Senden İbaret, které vyšlo v roce 2000. Jejího druhého alba Sen Yoluna... Ben Yoluma... se prodalo přes milion kopií, což z ní učinilo jednu z komerčně nejúspěšnějších tureckých zpěvaček v historii. S albem Nasıl Delirdim? (2007) svůj styl posunula k elektronické hudbě, ovšem již nebyla tak komerčně úspěšnou. Okolo roku 2010 se vrátila k pop music. Často byla přirovnávána k Madonně. Na konci nultých let 21. století byla v Turecku známá jako gay ikona a učinila několik prohlášení požadujících prosazení práv homosexuálů v Turecku, později ale s podobnými prohlášeními přestala. Roku 2008 hrála ve snímku s gay tematikou Kraliçe Fabrika'da. Získala pět Zlatých motýlů (Altın Kelebek Ödülleri), což je cena pro vítěze nejznámější hudební ankety v Turecku, v níž hlasují čtenáři deníku Hürriyet. Oblíbeným námětem tureckých médií byla její rivalita s Demet Akalınovou.

## Diskografie
- Senden İbaret (2000)
- Sen Yoluna... Ben Yoluma... (2002)
- Aşk Kadın Ruhundan Anlamıyor (2004)
- Apayrı (2006)
- Nasıl Delirdim? (2007)
- Hipnoz (2008)
- Hayrola? (2009)
- Hande'ye Neler Oluyor? (2010)
- Teşekkürler (2011)
- Kraliçe (2012)
- Mükemmel (2014)
- Hepsi Hit Vol. 1 (2016)
- Hepsi Hit Vol. 2 (2017)
- Carpe Diem (2020)